# Bonifacy VIII
Bonifacy VIII (łac. Bonifacius VIII, właśc. Benedetto Caetani lub Benedetto Gaetani; ur. ok. 1235 w Anagni, zm. 11 października 1303 w Rzymie) – papież w okresie od 24 grudnia 1294 do 11 października 1303.

## Życiorys

### Wczesne życie
Caetani urodził się w Anagni, w arystokratycznej rodzinie z Kampanii. Studiował prawo w Bolonii. W 1281 roku został kardynałem diakonem San Nicola in Carcere, a dziesięć lat później otrzymał święcenia kapłańskie i został kardynałem prezbiterem Santi Silvestro e Martino ai Monti.
Gorąco namawiał Celestyna V do abdykacji.

### Konklawe
Gdy to nastąpiło, kardynałowie zebrali się 10 dni później i wybrali Caetaniego w trzecim głosowaniu.

### Pontyfikat
Ponieważ Bonifacy odnosił sukcesy na arenie międzynarodowej, często był angażowany w rozwiązywanie sporów. W 1295 rozpoczął pertraktacje pomiędzy Karolem II a Fryderykiem II o panowanie na Sycylii. Spór zakończył się w 1302 roku, pokojem w Caltabellotta, który zakładał niezależność wyspy, pod władaniem Fryderyka. Pośredniczenie w sporach, którego podejmował się Bonifacy jako papież, w większości zakończyły się fiaskiem, m.in. zachowanie niezależności Szkocji od Anglii czy pozyskanie korony węgierskiej dla Karola Roberta.
Bonifacy był pierwszym papieżem, który bullą Antiquorum habet ogłosił rok 1300 rokiem jubileuszowym dla wszystkich pielgrzymów odwiedzających grób świętego Piotra (dla Włochów pobyt trzydziestodniowy, dla pozostałych piętnastodniowy). Papież zapowiedział odpust zupełny, co było nowością, ponieważ do tej pory odpust zupełny dotyczył wyłącznie uczestników wypraw krzyżowych. Giovanni Villani, kronikarz Florencji, napisał na podstawie własnych obserwacji, że do Rzymu przybywało codziennie około 30 000 pielgrzymów, zaś ofiary były tak duże, że dwóch kleryków przez cały czas musiało zbierać pieniądze grabiami. Wśród pielgrzymów z Polski był również Władysław Łokietek.
Pontyfikat Bonifacego upłynął pod znakiem konfliktu z królem Francji Filipem IV Pięknym. Filip, uwikłany w walki z Anglikami, finansował działania wojenne z podatku nałożonego na duchownych. Bonifacy potępił te praktyki bullą Clericis laicos z 1296, a w odpowiedzi Filip zakazał wywożenia złota i innych cennych towarów z Królestwa Francji. Papież nie mógł więc pobierać świętopietrza z Francji, co spowodowało, iż w zamian za zniesienie ograniczeń Bonifacy przyznał Filipowi prawo do pobierania podatku od kleru. W roku 1298 wydał trzecią część korpusu prawa kanonicznego Sextus. Papieżowi groził także bunt ze strony rodu Colonnów. Poparli oni wprawdzie jego kandydaturę na konklawe, jednak wkrótce rozczarowali się jego autokratycznymi rządami i zaczęli rozsiewać oszczerstwa przeciw Bonifacemu (oskarżali go o nielegalne objęcie Stolicy Piotrowej oraz o zamordowanie swojego poprzednika).
W roku 1302 Bonifacy wydał bullę Unam Sanctam, w której zawarł fundamentalne poglądy dla przyszłości Kościoła:
- niezależność władzy świeckiej od duchowej jest herezją manichejską;
- poza Kościołem katolickim nie ma zbawienia ani odpuszczenia grzechów;
- jeśli władza ziemska błądzi, powinna być osądzona przez władzę duchową, a jeśli najwyższa władza duchowa błądzi, jej sędzią może być tylko Bóg, nie człowiek;
- posłuszeństwo biskupowi Rzymu jest konieczne do osiągnięcia zbawienia.

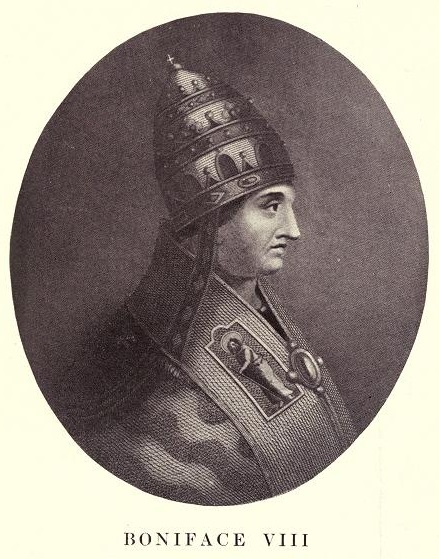
Bonifacy VIII

Bulla wywołała furię Filipa IV. Oskarżył on Bonifacego o nadużycia seksualne (m.in. biseksualizm i pedofilię), bluźnierstwa (Eucharystia miała być dla niego tylko „mąką i wodą”, niewiara w życie pozagrobowe, konszachty z diabłem, twierdzenie, iż grzechy cielesne nie są grzechami), zamordowanie Celestyna V, kupczenie godnościami kościelnymi, jedzenie mięsa w okresie postu, uzurpację urzędu papieskiego i herezję.
Filip zwołał latem 1303 r. sąd nad Bonifacym, na który zawezwano również papieża (który się nie stawił). Król wysłał zatem więc swojego zaufanego doradcę Wilhelma Nogareta z 1600 zbrojnych, by aresztował papieża. Bonifacy uciekł z Rzymu do rodowego pałacu Gaetanich na skale Anagni, ale i tam dopadł go Nogaret. Legista zażądał ustąpienia Bonifacego, na co papież zdecydowanie odmówił. Bonifacy został uratowany przez mieszkańców, którzy wypędzili Nogareta. Wkrótce potem papież powrócił do Rzymu, jednak w wyniku słabości psychicznej i fizycznej, zmarł 12 października. Pochowano go w krypcie bazyliki św. Piotra.

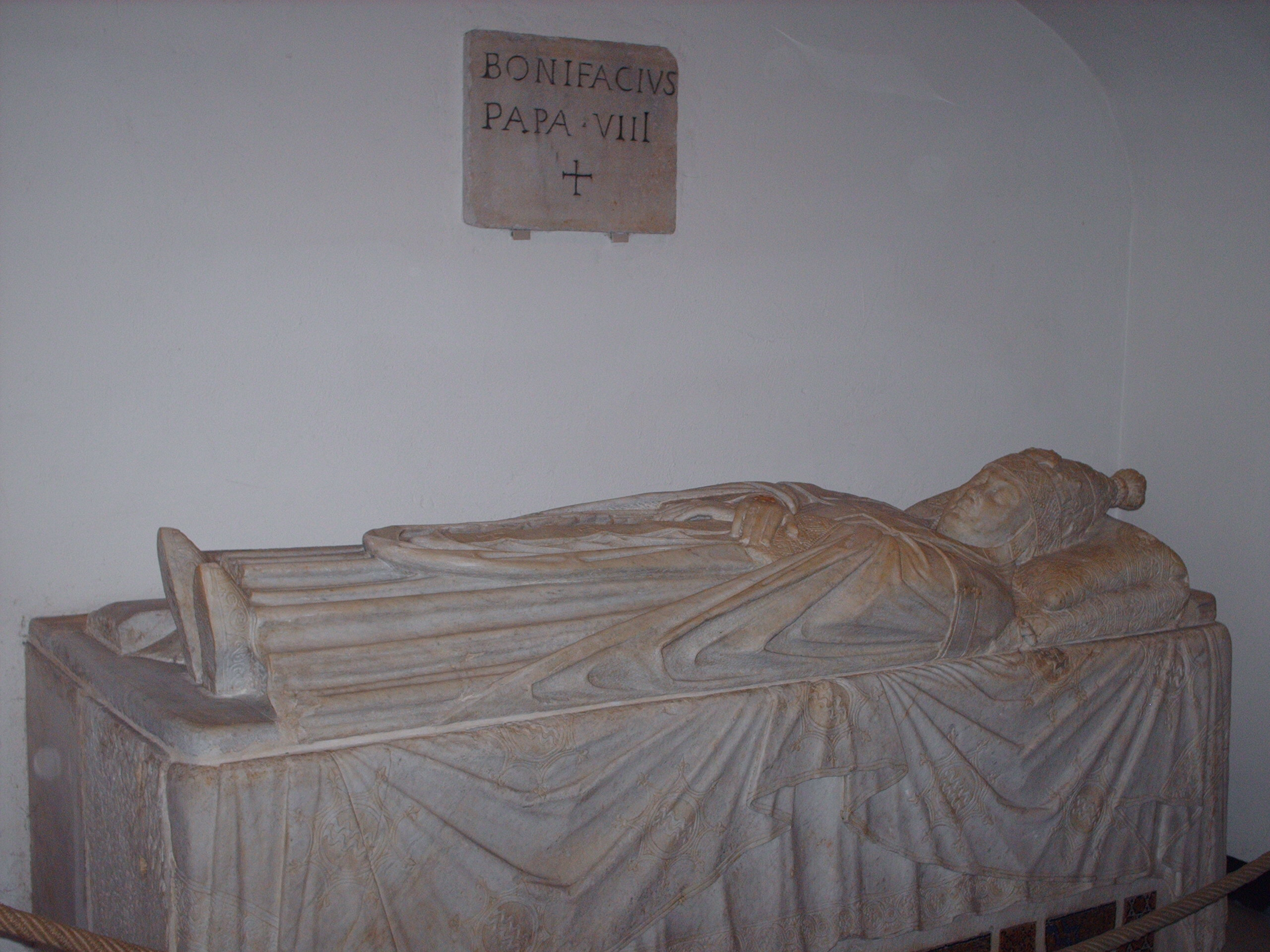
Grób Bonifacego VIII w Grotach Watykańskich

Podczas rokowań prowadzonych przez Filipa IV i Klemensa V, król Francji wysunął wobec papieża żądania. Trzy z pięciu z nich były pokłosiem zamachu z Anagni, były to: kanonizacja Celestyna V, spalenie szczątków Bonifacego VIII oraz zdjęcie z Wilhelma Nogareta ekskomuniki. Papież odrzucił wówczas je wszystkie, zgadzając się jedynie na wszczęcie śledztwa, które miałoby zweryfikować zarzuty stawiane Bonifacemu, zarzuty, w które sam powątpiewał nazywając swojego poprzednika „dobrym człowiekiem i katolikiem”. W roku 1605 otworzono jego grób, okazało się, że ciało papieża nie uległo rozkładowi.
Przez historyków jest charakteryzowany jako człowiek zarówno mądry, władczy, decyzyjny, jak również niesympatyczny, zachłanny i okrutny.

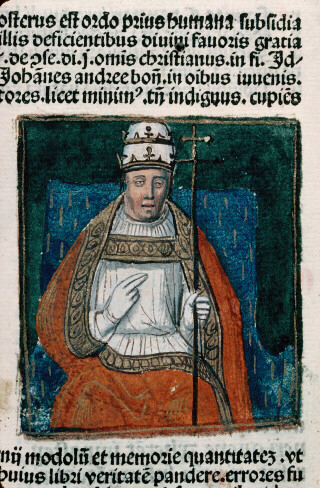
Bonifacy VIII

## Bonifacy VIII w literaturze
Bonifacy sportretowany został w Boskiej komedii Dantego – gdzie poeta nazywa go „księciem nowożytnych faryzeuszy” i wyznacza mu miejsce w jednym z najniższych kręgów piekła, gdzie przebywać ma razem z innymi świętokupcami – papieżem Mikołajem III oraz Klemensem V.
Po śmierci Bonifacego VIII powstało popularne powiedzenie, które później stosowano wobec kilku innych papieży (m.in. Leona X): „Przyszedł jak lis, rządził jak lew, zdechł jako pies” (łac. Intravit ut vulpes, regnavit ut leo, mortuus est sicut canis.)